# Château de la Queuvre
Le château de la Queuvre est un château français situé à Férolles dans le département du Loiret en région Centre-Val de Loire.

## Géographie
Le château est situé sur le territoire de la commune de Férolles, dans la région naturelle du Val de Loire, à proximité de la route départementale 951, le long du sentier de grande randonnée de pays de la vallée des rois.
Il se situe sur le cours de l'Ousson, à une altitude d'environ 103 mètres.

## Histoire
Le château est bâti entre 1515 et 1520. Il a l'honneur d'accueillir pour une nuit le roi de France Louis XIV, en 1659, lors de son voyage dans les Pyrénées pour conclure son mariage avec l'infante Marie-Thérèse d'Autriche. Cette actuelle ferme était autrefois le rendez-vous de chasse du duc de Penthièvre qui résidait à Châteauneuf-sur-Loire.
Lors de sa construction, le château n'est pas situé à Férolles mais à La Queuvre, ancienne commune qui a fusionné en 1818 avec sa voisine, plus grande et peuplée. À La Queuvre se trouvait aussi l'église Saint-Gauld-et-Sainte-Emérance détruite en 1838 ; des vestiges de l'église et du mobilier liturgique sont retrouvés à la suite de fouilles menées en 1858.
L'édifice est inscrit au titre des monuments historiques le 12 janvier 1931.

## Présentation
Ce château privé n'est pas ouvert à la visite.